# Stanley Walden
Stanley Walden (* 2. Dezember 1932 in New York City) ist ein US-amerikanischer Komponist.
Walden besuchte die Cunningam Junior High School und die James Madison High School und studierte von 1950 bis 1953 Modern Dance bei Merce Cunningham. Er besuchte dann die New York University und das Queens College und studierte Klarinette bei David Weber und Komposition bei Ben Weber. Von 1953 bis 1955 und nach seiner Dienstzeit bei der US Army als Soloklarinettist des 7th Army Symphony Orchestra in Stuttgart (1955–57) arbeitete er bis 1960 als Korrepetitor für Choreographen wie Martha Graham, José Limón, Jerome Robbins und Daniel Nagrin.
Von 1957 bis 1970 lebte Walden als Klarinettist in New York. Er trat u. a. mit dem New York Philharmonic Orchestra, dem Orchester der Metropolitan Opera und als Bassklarinettist mit dem New York Woodwind Quintet auf und war Gründungsmitglied des Contemporary Chamber Ensemble, des Gramercy Chamber Ensemble, der Penn Contemporary Players und der Group for Contemporary Music. 1969 gründete er mit Peter Schickele und Robert Dennis das Kompositions- und Performancetrio The Open Window, deren als Off-Broadway-Stück entstandene Produktion Oh! Calcutta! ab 1973 dreizehn Jahre am Broadway lief.
1970 lernte er George Tabori kennen. In Zusammenarbeit mit ihm entstanden mehr als 50 Theaterproduktionen, darunter Pinkville (New York 1970, Berlin 1971), Sigmunds Freude (Bremen 1975), Der Untergang der Titanic und My Mother's Courage (München 1980–81), Jubiläum und Peepshow (Bochum 1983–84). Mit Tabori und Claus Peymann ging er dann nach Wien, wo am Akademietheater des Wiener Burgtheaters 1987 Mein Kampf und 1991 Die Goldberg-Variationen aufgeführt wurden. In Taboris eigenem Theater Der Kreis erarbeiteten sie Masada, Lears Schatten und Zum Zweiten Mal. Am Berliner Ensemble entstanden Produktionen wie Die Brecht Akte (1999) und Das Erdbeben Concerto (2002).
Daneben komponierte Walden auch eigene Bühnenwerke wie die Jazzoper Dr. Faustus Lights The Lights (UA Köln 1983), die Oper Liebster Vater (UA Bremen 1987) und Bachs letzte Oper (ein Auftragswerk der Danske Oper, Libretto Jess Ornsbro, UA Erfurt 2002) oder die Musicals Back Country (1979), Bahn frei! (1989), Miami Lights (1990) und Café Mitte (1997). Zudem trat er mit zahlreichen kammermusikalischen Werken, Liedern und einigen Orchesterwerken wie Circus (1969) und Invisible Cities, einer Auftragskomposition für das Philadelphia Orchestra unter Erich Leinsdorf (1986), hervor unter komponierte Filmmusiken u. a. zu David Newmans La fille d'Amérique (1977), Vadim Glownas Desperado City (1981) und Taboris Frohes Fest (1981).
1991 gründete er Studiengang Musical/Show an der Universität der Künste Berlin. Mit seiner Frau Barbara Walden veröffentlichte er 1998 das Buch Life Upon The Wicked Stage, das sich zu einem Standardwerk für die Ausbildung zum Musicaldarsteller entwickelt hat. Nach seinem Rücktritt von der Professur an der HdK 2000 gab er mit ihr 2001 noch dort, an der Folkwangschule in Essen und am Theaterinstitut München Workshops. Seit 2007 lebt er in Palm Springs. 2014 drehte er mit Tom Gass den autobiographischen Film CHUTZPAH!.

## Weblink
- Website von Stanley Walden